# Agrotis pallidula
Agrotis pallidula är en fjärilsart som beskrevs av Walker 1875. Agrotis pallidula ingår i släktet Agrotis och familjen nattflyn. Inga underarter finns listade i Catalogue of Life.